# جورج مارتن (لاعب كريكت)
جورج مارتن (بالإنجليزية: George Martin)‏ (11 أكتوبر 1833 في المملكة المتحدة - 21 سبتمبر 1876) هو لاعب كريكت بريطاني (وحمل سابقاً جنسية المملكة المتحدة لبريطانيا العظمى وأيرلندا). لعب مع Kent County Cricket Club ‏.

## وصلات خارجية
- جورج مارتن على موقع إي آس بي آن كريك إنفو (الإنجليزية)